# Lucilo B. Quiambao
Lucilo B. Quiambao (* 10. März 1932 in Bacacay) ist emeritierter Weihbischof in Legazpi. 

## Leben
Lucilo B. Quiambao empfing am 23. März 1958 die Priesterweihe und wurde in den Klerus des Bistums Legazpi inkardiniert. 
Papst Johannes Paul II. ernannte ihn am 23. März 1982 zum Titularbischof von Nabala und zum Weihbischof in Legazpi. Der Erzbischof von Manila, Jaime Lachica Kardinal Sin, spendet ihm am 27. April desselben Jahres die Bischofsweihe; Mitkonsekratoren waren Concordio Maria Sarte, Bischof von Legazpi, und Teopisto Valderrama Alberto, Erzbischof von Caceres. 
Am 10. Dezember 2009 nahm Papst Benedikt XVI. seinen altersbedingten Rücktritt an.